# Вилегжанін Максим Михайлович
Максим Михайлович Вилегжанін (рос. Максим Михайлович Вылегжанин; нар. 18 жовтня 1982, Шаркан, УАРСР) — російський лижник. Трикратний срібний призер зимових Олімпійських ігор 2014 року в естафеті 4×10 км, командному спринті та мас-старті 50 км.
Результати Вилегжанін на зимових Олімпійських ігор 2014 року в Сочі анульовані комісією Міжнародного олімпійського комітету, йому також заборонено брати участь у будь-яких змаганнях під егідою FIS